# Karl Flödl
Karl Flödl (* 10. Februar 1900 in Wien; † 15. Mai 1968 ebenda) war ein österreichischer Schriftsetzer und Politiker (VF, ÖVP) sowie Amtsführender Stadtrat in Wien.

## Leben
Flödl war von Beruf Schriftsetzer. Schon während seiner Lehrzeit engagierte er sich in der katholischen Gewerkschaftsbewegung. Von 1923 bis 1934 war er Obmann des Zentralverbands der graphischen Arbeiter, von 1934 bis 1938 Obmann der Gewerkschaft der Arbeiter der graphischen und papierverarbeitenden Industrie. Ab 1934 war Flödl Mitglied des Bundeswirtschaftsrates sowie des Bundestages und war Besitzer einer Druckerei. Nach dem „Anschluss“ Österreichs im März 1938 wurde er zweimal inhaftiert und 1942 zur Deutschen Wehrmacht eingezogen.
Nach dem Zweiten Weltkrieg begründete Flödl 1945 den Österreichischen Arbeiter und Angestelltenbund mit und wurde 1946 dessen geschäftsführender Obmann. Zwischen dem 14. Februar 1946 und dem 23. März 1949 hatte Flödl in der Landesregierung Körner II die Funktion des Amtsführenden Stadtrats für Wirtschaftsangelegenheiten inne. Nach seinem Tod wurde Flödl auf dem Hietzinger Friedhof bestattet. 